# 신동영
신동영(1944년 6월 9일 ~ 1999년 6월 24일)은 대한민국의 정치인이다. 제3·4대 고양시장을 역임했으며, 4대 고양시장 재임 중인 과로로 사망하였다.

## 역대 선거 결과
|  | 34.07% |

|  | 50.32% |